# 絕命終結站5
《絕命終結站5》（英語：Final Destination 5）是一部2011年上映的3D超自然恐怖驚悚片，為2009年上映的《絕命終結站4》之續集，並是絕命終結站系列的第五部作品。電影由史蒂芬·奎爾所執導，這部電影作為奎爾的首部執導長片作品，編劇為曾改編過《半夜鬼上床：夢殺》和《極地詭變》的艾瑞克·赫瑟勒所改編。主演有尼古拉斯·達格斯托、艾瑪·貝爾、麥爾斯·費雪、亞倫·艾斯卡本塔、大衛·柯屈納等演員，而東尼·陶德這次再度回到系列中擔任驗屍官。
這次劇情時間設定於首集之前，但仍然採取獨立故事的線路。本次開場預知災難為「懸索橋斷裂意外」，所圍繞的主題是「一命換一命」。電影拍攝工作位於溫哥華，開場災難背景大橋為溫哥華著名獅門大橋。電影上映後獲讚，多數稱讚其逼真特效以及絕妙死亡場景，被稱為“史上最佳3D恐怖電影”，最後獲得1.57億美元的票房成績，作為系列排名第二。

## 劇情
預示紙業（Presage Paper）白領山姆·勞頓陪同十幾名公司同事前去參加為期兩天的野外培訓，搭乘巴士行車走上北灣大橋時，山姆突然在“幻象”中預知到這座維護中的橋會因為施工加上強風導致坍塌，造成他在內的所有同事均難逃劫數，唯獨他的女友茉莉·哈伯僥倖逃生。返回現實後的山姆發現周圍細節與預知中的完全相同後，驚慌之下帶著茉莉下車遠離大橋，而他的幾名同事隨即跟著下車；當中包含好友彼得·佛雷德金、奈森·賽爾斯、彼得的女友坎蒂絲·哈普、另外兩位同事奧莉維亞·卡索和艾薩克·帕默、以及總經理丹尼斯·拉普曼。如同山姆所預測，大橋瞬間坍塌，除山姆一行人以外的員工全部喪生。事故受害者高達87人，聯邦調查局探員吉姆·布洛克懷疑有警示的山姆跟事故有某種關聯，但得知調查證明災難並不是人為後只能放山姆等人離開。
在葬禮上，神秘驗屍官威廉·布拉德沃斯善意提醒山姆說「死神不喜歡被欺騙」，並提醒他們從此要小心為上。而山姆等人當時並沒有理會他，各自開始將生活回歸正軌。但沒過幾天，身為體操選手的坎蒂絲於體育館練習期間，遭遇一系列意外發生的連鎖反應，導致她被風扇吹散鎂粉刺激雙眼，從高低杠上脫手跌下來摔斷脊椎致死，在一旁目睹全景的彼得承受巨大打擊。當眾人隔天回去工作時，艾薩克偷拿已故同事的按摩禮券去做針灸療法，中途卻因掉落的香點燃毛巾，使他從床上驚慌跌落而被數十根針扎傷，最後被火嚇退到牆角時被掉下來的佛像砸碎頭身亡。山姆一行人趕到現場時再遇威廉，得知他曾見過災難倖存者被死神索命的“相似事件”，最後提示他們必須要“佔據”另一些素昧平生、且不應該死在橋上的人之生命，才能避免被死神糾纏。
與此同時，奧莉維亞在一家診所做眼睛雷射手術來治療她的近視眼，但當她的醫生出去找文件時，獨自躺在手術室中的奧莉維亞因雷射儀器電路沾水故障，開始照射出強大激光而穿透她的眼睛和手。山姆和茉莉趕到後，奧莉維亞雖然及時逃離手術床，但還是不慎失足跌出窗外摔在一輛車上身亡。陸續偵辦這幾件案子的布洛克無法解釋這些離奇意外，但山姆從中瞭解到他們的死亡順序與橋上預示中相同，由此發現奈森將是下一個。當天，奈森在工廠值班時與一名惡劣同事羅伊·卡森起爭執，因為預感到有事會發生而在爭執中將羅伊推出去，使羅伊從平台上掉下去而被吊鉤掛在空中致死。彼得得知事情後發現威廉講過的「一命換一命」之策略有效，當丹尼斯過來查看現場時，一把事先被羅伊隨手放置在砂帶磨機旁的扳手被彈飛出去打穿丹尼斯的眼部。
山姆冒險返回他工作的法國餐廳裡值班，接受廚師長的提議而準備到法國巴黎進修，同時決定帶茉莉一起搬去法國。兩人在關門的餐廳中約會時，持續受坎蒂絲之死影響而精神越加不穩定的彼得突然不請自來，坦言他來之前曾試圖找一個替死鬼卻無法下手，但也表示自己嫉妒茉莉能活到最後，於是持槍打算殺死莫莉以搶走她的活命機會。兩人跑入廚房躲避的同時，在外監視的布洛克聽見槍聲走進廚房，卻被彼得從身後偷襲槍殺。由此得到一命的彼得卻不准備罷手，反而還想殺害作為目擊者的茉莉和山姆實施滅口。三位反目成仇的朋友在廚房中展開生死決鬥，彼得拿起菜刀剛要殺死茉莉，山姆及時拿一把大型金属籤刺穿彼得的身體而殺死他。當彼得掉在爐子上的手槍走火沒打中山姆後，山姆認為他已成功得到一命而與茉莉相擁。
兩星期後，山姆和茉莉坐上一架佛利航空班機準備去巴黎，當他們就坐時目睹兩位高中生打架，緊接著導致另外幾名乘客一同被趕下飛機。飛機起飛不久，山姆整理完他們所持有的180號班機機票，突然再次注意到橋上遇過的一系列相似預兆，當他聽說被趕下飛機的多名乘客是因為某種“預示”後，赫然發現為時過晚。飛機引擎突然起火，機艙破損導致茉莉直接被吸出去後後被尾翼切成兩半，留在機艙中的山姆伴隨著飛機爆炸而葬身火海。與此同時，奈森在一間酒吧參加羅伊的追悼會時，從上司口中得知羅伊其實患有腦動脈瘤而隨時可能斃命，由此證明自己所得到的是一條“將死的生命”。當奈森意識到他仍然處於隨時喪命的危險時，來自180號班機上的起落架隨著爆炸而墜入酒吧中，使奈森當場被砸死而一命嗚呼。

## 演員
| 演員                                          | 角色                              | 備註 |
| 尼古拉斯·達格斯托 Nicholas D'Agosto           | 山姆·勞頓 Sam Lawton              | 預示紙業銷售員，同時在一家法國餐廳打工當廚師，擁有一手好廚藝，夢想能去法國進修，這次是預見到大橋斷裂的“預知者”。 |
| 艾瑪·貝爾 Emma Bell                           | 茉莉·哈伯 Molly Harper            | 山姆的同事兼戀人，近期剛和山姆分手，即便她只是不想干涉山姆追逐夢想，這次災難倖存後才和他複合。                   |
| 麥爾斯·費雪 Miles Fisher                      | 彼得·佛雷德金 Peter Friedkin      | 山姆的同事及最好朋友，預示紙業的中層經理，作為災難的倖存者之一，但他很快就變得焦慮、多疑及危險。                 |
| 愛倫·沃羅 Ellen Wroe                          | 坎蒂絲·哈普 Candice Hooper        | 大學體操選手，彼得的女友，預示紙業的實習生。                                                                     |
| 賈桂琳·麥伊恩斯·伍德 Jacqueline MacInnes Wood | 奧莉維亞·卡索 Olivia Castle       | 預示紙業員工之一，在公司裡和坎蒂絲競爭職位，有嚴重近視眼。                                                       |
| P·J·拜恩 P. J. Byrne                          | 艾薩克·帕默 Isaac Palmer          | 預示紙業員工之一，整天喜歡四處泡妞及佔便宜，手機時刻不離手。                                                     |
| 亞倫·艾斯卡本塔 Arlen Escarpeta               | 奈森·賽爾斯 Nathan Sears          | 山姆的同事及好友，紙業工廠新上任的年輕管理員，但部分下層人看不起他。                                             |
| 大衛·柯屈納 David Koechner                    | 丹尼斯·拉普曼 Dennis Lapman       | 預示紙業總經理，山姆和彼得的上司，為人裝模作樣，時常記不清人名。                                                 |
| 寇特尼·B·凡斯 Courtney B. Vance               | 吉姆·布洛克 Jim Block             | 聯邦調查局探員，負責調查橋斷災難，一直認為有“預感”的山姆和災難有關聯。                                           |
| 東尼·陶德 Tony Todd                           | 威廉·布拉德沃斯 William Bludworth | 一位驗屍官，不管是行事還是說話態度都極為詭秘，曾“多次”給予過災難倖存者關於對付死神的指引。                       |
| 布倫特·史戴特 Brent Stait                     | 羅伊·卡森 Roy Carson              | 工廠工人，亦是工會領袖，為人極度惡劣，多次和奈森發生言語和肢體衝突。                                             |

## 差異
- 180號班機起飛之前，山姆和茉莉目睹首部電影的角色亞歴克斯等其他人被機場人員攆出飛機的景象，但在首部電影裏，場面發生的時候，山姆和茉莉的座位上則坐著兩名黑人乘客。
- 首部電影中，沒有下飛機的法語教師賴瑞有帶領學生們起飛時舉手歡呼的情景，而且機艙內則是有藍白日光燈照射；反之，山姆和茉莉於起飛時卻沒看到此情景，而且他們坐的機艙採光較為陰暗，和前作明顯不同。
- 首部電影中，亞歴克斯等其他人被趕下飛機不久，度過幾分鐘後才正式起飛，這次卻是他們被趕下飛機沒過多久就起飛。
- 於本作回歸的驗屍官威廉·布拉德沃斯，在電影裏對山姆說他曾經看過“類似事件”：倖存者逃過劫難，之後死神一個一個來索命。但這部電影作為首部電影前傳，會認為他講過的話有點不相干。有幾種可能，這位驗屍官即是死神本尊，化為人類並為開啟這一連串的遊戲作預告；或是因為職業關係，接觸的類似事件較多，而系列作的死神事件則是較為一般大眾所流傳。

## 製作

### 發展

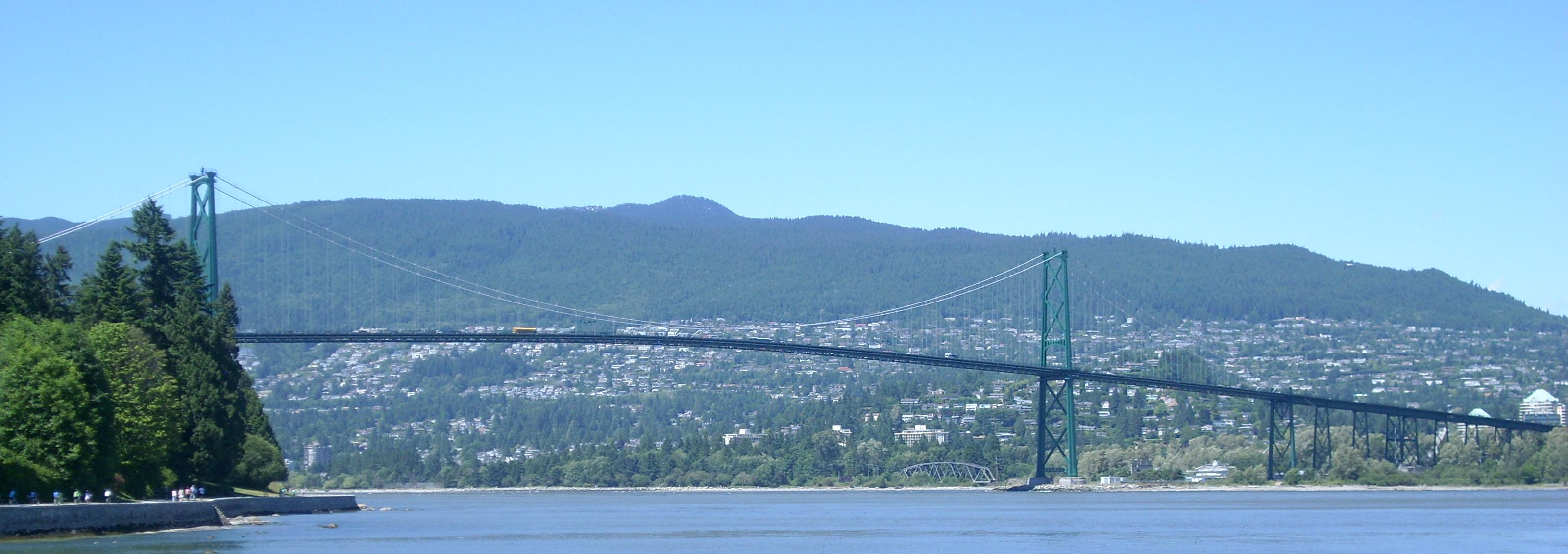
故事開頭的災難發生大橋，由溫哥華著名狮门大橋取景。

2010年3月18日，華納兄弟總裁艾倫·霍恩（Alan Horn）在全美戲院公會主辦的ShoWest影展上證實《絕命終結站5》正在製作中。製片克雷格·派瑞（Craig Perry）爾後補充說明電影將會拍成3D。電影編劇由艾瑞克·赫瑟勒（Eric Heisserer）所寫，新線影業希望能夠打破系列重複的公式化。片場起初上映檔期訂在2011年8月26日，之後改至2011年8月12日。

## 票房
美国首周末收获1840万美元，名列第三。

## 評價
媒体综评52分，爛番茄新鲜度61%；Yahoo影评人C+，觀眾评分B+，獲得了不錯的口碑。
好評：“至今為止表現力最佳的3D恐怖片，優秀的技術水平達到了出色的驚悚效果”，“《絕命終結站》系列的最大看點無論怎麼欺騙死神，死神是不可能被騙過的，而當這個系列開始陷入一成不變的泥潭時，本片注入了全新的創意”。

## 外部連結
- 官方網站 （页面存档备份，存于）
- 互联网电影数据库（IMDb）上《絕命終結站5》的资料（英文）
- AllMovie上《絕命終結站5》的资料（英文）
- Box Office Mojo上《絕命終結站5》的資料（英文）
- 爛番茄上《絕命終結站5》的資料（英文）
- Metacritic上《絕命終結站5》的資料（英文）